# 湯姆·沃恩 (導演)
湯姆·沃恩（英語：Tom Vaughan，1969年9月5日—），蘇格蘭電影暨電視導演。
沃恩的電影代表作有美國浪漫喜劇《頭彩冤家》，主演為卡麥蓉·狄亞茲和艾希頓·庫奇，20世紀福斯電影公司發行。還有美國醫療劇《愛的代價》，主演為布蘭登·費雪、哈里遜·福特與凱莉·羅素，CBS影業出品。
電視劇代表作則有《因愛癡狂》，編劇為英國知名編劇家安德魯·戴維斯，改編自安東尼·特洛勒普的同名原作，他是英國維多利亞時代的知名長篇小說家。以及英國劇情喜劇《臨陣軟腳》兩集，其為獨立電視網的電視劇，由ITV格拉納達製作。

## 早年生活及教育背景
沃恩生於蘇格蘭最大的城市格拉斯哥，17歲前住在海倫斯堡 ，曾在蘇格蘭皇家音樂學院修週末戲劇課。後來搬到英格蘭，在布里斯托大學主修戲劇，1990年取得戲劇學士學位。

## 職業生涯
大學畢業後，沃恩搬到英國倫敦，開始製作他第一部短片《Super Grass》，此片殺青於1994年，美國青春成長喜劇片《年少輕狂》上映之後，《Super Grass》才在英國第四台播映，在他正式執導主流電視劇之前，曾製作不少這樣的短片及廣告。
1999年沃恩首次執導，其為《臨陣軟腳》兩集，有一集是該劇第一次在英格蘭以外取景，由於定案劇本臨時有變，沃恩帶著一支製作小隊和兩位演員到法國巴黎拍了半天。2003年，沃恩為英國廣播公司第一台BBC製作的《終極需求 (英語：Final Demand)》擔任導演，拍攝黛博拉·莫高奇的兩部式懸疑小說；她是英國知名小說家，代表作品有《金盞花大酒店》的原作小說《These Foolish Things》等。隔年，他為BBC拍攝《因愛癡狂》。沃恩後來表示，與BBC合作電視劇的這段經歷將他淬鍊成一位導演；緊湊的行程迫使他不得不預先做好通盤規劃。
2006年，沃恩為浪漫喜劇《戀愛學分》執導，主演為詹姆斯·麥艾維和蕾貝卡·霍爾，美國普雷通公司和英國BBC電影出品。2008年，他為摄政企业拍攝《頭彩冤家》 ，《戀愛學分》一片的評價跟票房大獲成功，為沃恩帶來與CBS影業的合作機會《愛的代價》，該片在美國的2010年1月上映；由於沃恩從《星際大戰》獲得啟發而拍攝了他的個人處女作，他表示非常高興能和哈里遜·福特共事。
2011年，沃恩執導美國動作喜劇《臥底甜心》由麥莉·希拉擔綱女主角，傑瑞米·皮文和麥克·奧麥利主演。2013年，沃恩執導浪漫喜劇《真愛吵烏龍》，主演陣容有潔西卡·艾芭、皮爾斯·布洛斯南和莎瑪‧海耶克，該片僅拍攝25天就告殺青，2014年在美上映。

## 作品
| 年份 | 片名                                  | 職務             | 描述                                          |
| ---- | ------------------------------------- | ---------------- | --------------------------------------------- |
| 1993 | 《Opening Shot》                      | 導演暨製片       | 電視劇中的單集 "Sculpting in Cyberspace" 片段 |
| 1994 | 《Super Grass》                       | 導演暨編劇       | 短片                                          |
| 1996 | 《Box》                               | 導演、編劇暨製片 | 短片                                          |
| 1997 | 《Still Buzzin'》                     | 導演暨編劇       | 短片                                          |
| 1999 | 《Truel》                             | 導演暨編劇       | 短片                                          |
| 1999 | 《臨陣軟腳》                          | 導演             | 電視劇中的兩集 第二季第三集和第四集           |
| 2000 | 《I Saw You》                         | 導演             | 電視試播片                                    |
| 2000 | 《Safe as Houses》                    | 導演             | 電視電影                                      |
| 2003 | 《終極需求》                          | 導演             | 電視電影                                      |
| 2004 | 《因愛癡狂》                          | 導演             | 電視劇                                        |
| 2006 | 《戀愛學分》                          | 導演             | 電影                                          |
| 2007 | 《John from Cincinnati》              | 導演             | 電視劇中的單集 "His Visit: Day Five"          |
| 2007 | 《三棲大丈夫》                        | 導演             | 電視劇中的單集 "The Happiest Girl"            |
| 2008 | 《頭彩冤家》                          | 導演             | 電影                                          |
| 2010 | 《愛的代價》                          | 導演             | 電影                                          |
| 2012 | 《臥底甜心》                          | 導演             | 電影                                          |
|      | 《Boomsday》                          | 導演             | 電影 – 拍攝中                                 |
| 2013 | 《摩斯探長前傳》                      | 導演             | 電視劇單集 "Fugue"                            |
| 2014 | 《The Log From the Sea of Cortez》    | 導演             | 紀錄片式電視劇 – 製作中                       |
| 2014 | 《History of Tom Jones, a Foundling》 | 導演             | 電影，2013年宣布重拍                          |
| 2014 | 《真愛吵烏龍》                        | 導演             | 電影                                          |
| 2015 | 《Doctor Foster》                     | 導演             | 電視劇第一輯 第一至第三集                     |
| 2016 | 《維多利亞》                          | 導演             | 電視劇中的三集                                |
| 2018 | 《Press》                             | 導演             | 電視劇                                        |
| 2020 | 《The Singapore Grip》                | 導演             | 電視劇                                        |
| 2020 | 《謎飛空姐》                          | 導演             | 電視劇單集 "Funeralia"                        |

## 外部連結
- Tom Vaughan at the British Film Institute
- Tom Vaughan在互联网电影资料库（IMDb）上的資料（英文）